# Шиленков, Леонид Николаевич
Леонид Николаевич Шиленков (род. 9 января 1931) — советский спортсмен. Мастер спорта по мотогонкам и хоккею с шайбой (1959), играл в футбол.
Стоял у истоков хоккея с шайбой в Горьком. За «Торпедо» выступал в 1947—1959 годах, шесть сезонов (1952/53, 1954/55 — 1958/59) провёл в классе «А». В сезонах 1959/60 — 1960/61 играл в чемпионате РСФСР за «Динамо» Горький.
В начале 1950-х играл за футбольный клуб «Торпедо» Горький.
Был мотогонщиком, после окончания игровой карьеры работал в конструкторско-экспериментальный отделе ГАЗа. Водитель-испытатель военных машин.